# 安妮莎·特里哈普薩里
安妮莎·特里哈普薩里（1976年5月29日—），印度尼西亞女演員和模特。安妮莎於1994年開始了她的職業生涯，出演肥皂劇。
2007年5月16日，安妮莎與肥皂劇明星蘇丹·喬吉結婚，為其第三段婚姻。